# سگوبیا
سگوبیا (اسپانیایی: Segovia) مرکز استان سگوبیای اسپانیا است. جمعیت آن ۵۴٫۹۴۵ نفر و مساحتش ۱۶۴ کیلومتر مربع است.

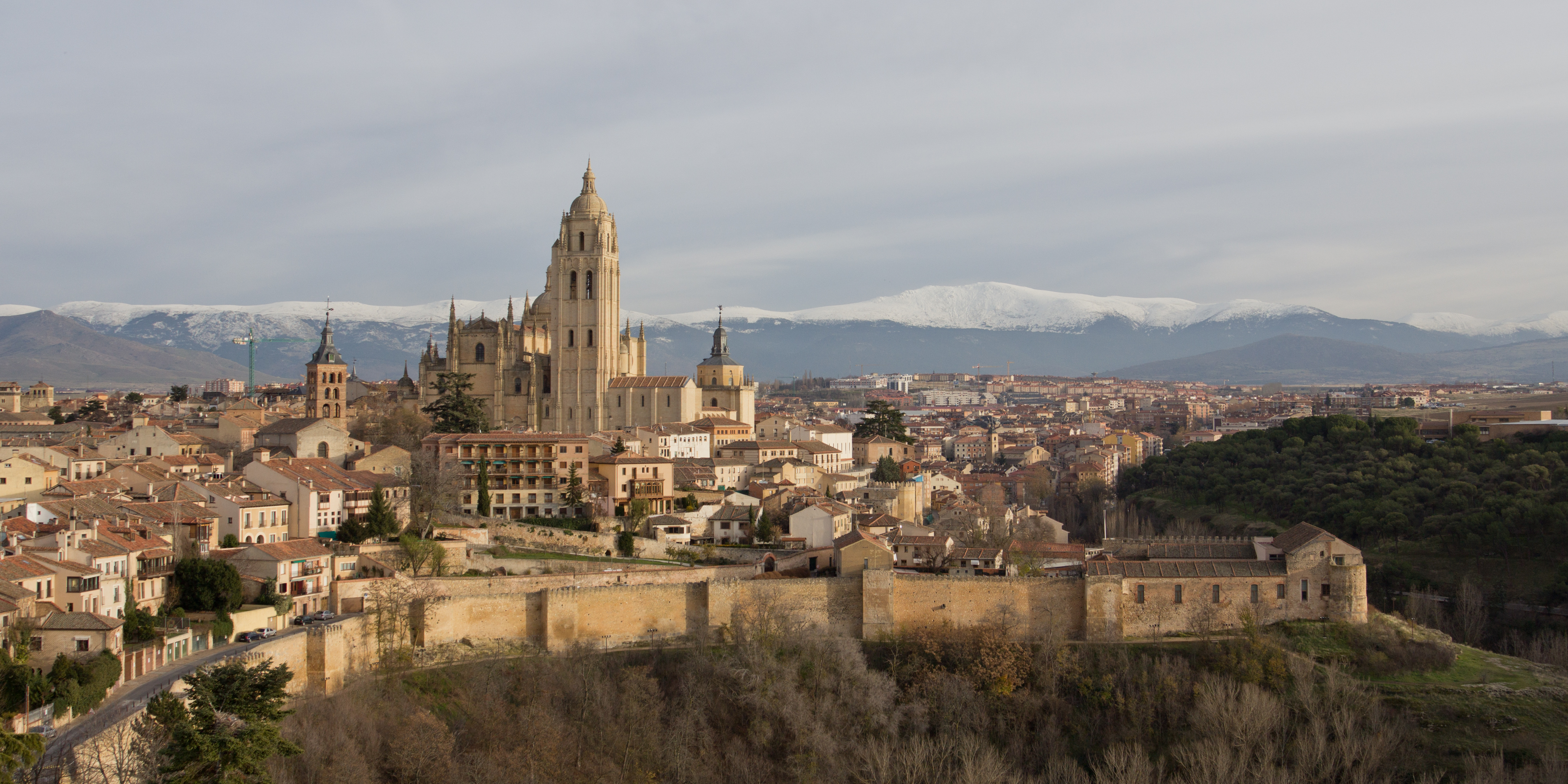
نگاره‌ای از موقعیت کلیسای جامع سگوبیا. این کلیسا، یک کلیسای کاتولیک به سبک معماری گوتیک رومی است که در میدان اصلی شهر سگوبیا واقع شده‌است.